# Вышгородокский сельский совет (Лановецкий район)
Вышгородокский сельский совет (укр. Вишгородоцька сільська рада) — входит в состав
Лановецкого района
Тернопольской области
Украины.
Административный центр сельского совета находится в 
с. Вышгородок.

## Населённые пункты совета
- с. Вышгородок
- с. Соколовка